# Josef Ferdinand Nesmüller

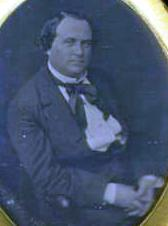
Josef Ferdinand Nesmüller auf einer Daguerreotypie von 1855

Josef Ferdinand Nesmüller, eigentlich Josef Ferdinand Müller (* 9. März 1818 in Mährisch Trübau, Kaisertum Österreich; † 9. Mai 1895 in Hamburg), war ein österreichisch-deutscher Schauspieler, Theaterdirektor, Bühnenschriftsteller, Musiker, Komponist und Regisseur. Mit ihm begann in Dresden 1854 die Tradition des öffentlichen bürgerlichen Volkstheaters, das dort heute vorrangig durch die Staatsoperette Dresden repräsentiert wird. Seine Frau Agnes kreierte im gleichen Jahr die weltweit erste sogenannte „Familienvorstellung“ in einem Theater. Als Familienvorstellung gilt in diesem Zusammenhang der freie Eintritt von Kindern in Theatervorstellungen, die sie in Begleitung ihrer Eltern besuchen, was noch heute in dieser Form eine übliche Praxis ist. Agnes Nesmüller gründete 1864 auch das erste Kindertheater im deutschsprachigen Raum, das jedoch nur zwei Jahre bestand.

## Leben

### Wanderjahre
Josef Ferdinand Müller wurde als Sohn eines Schuhmachers geboren. Nach seiner Schulzeit absolvierte er die Lehre als Schuster, besuchte aber das Lehrerseminar in Olmütz und wurde bereits als 16-Jähriger Hilfslehrer und parallel 2. Geiger im Orchester des Olmützer Stadttheaters. Ab 1. November 1835 stand er als Chorist auf dessen Bühne.
Nach einem Engagement in Proßnitz schloss er sich der Wandertruppe des Schauspielers Eduard Leuchert an, dessen Tochter Agnes (Februar 1820 – um 1890) er am 18. Oktober 1841 ehelichte. Er nahm wenig später die zweite Silbe des Vornamens seiner Frau zu seinem Nachnamen hinzu und nannte sich fortan mit seinem Kunstnamen Nesmüller.
Ab 1845 wurde er an das Breslauer Stadttheater verpflichtet, danach nach Magdeburg, ab 1848 als jugendlicher Komiker an das Thalia-Theater in Hamburg. 1849 debütierte er dort mit der Uraufführung seines Liederspiels „Die Zillertaler“ mit großem Erfolg auch als Dramatiker und Komponist. Zwischen 1850 und 1854 gastierte er erfolgreich an verschiedenen größeren Bühnen, wo er zugleich seine dramaturgischen Kenntnisse erweiterte. Bei einem Engagement in Leipzig 1850 sah ihn der Dresdner Hofschauspieler Emil Devrient und arrangierte Nesmüllers ersten Auftritt 1850 auf dem Lincke’schen Bad in Dresden. Nach dem Engagement am Carl-Theater in Wien neben Johann Nestroy, trat er 1853 erneut im Sommertheater im Reisewitzer Park („Theater auf Reisewitz“) auf und fasste dort den Entschluss, sich dauerhaft in Dresden niederzulassen.

### Wirken in Dresden

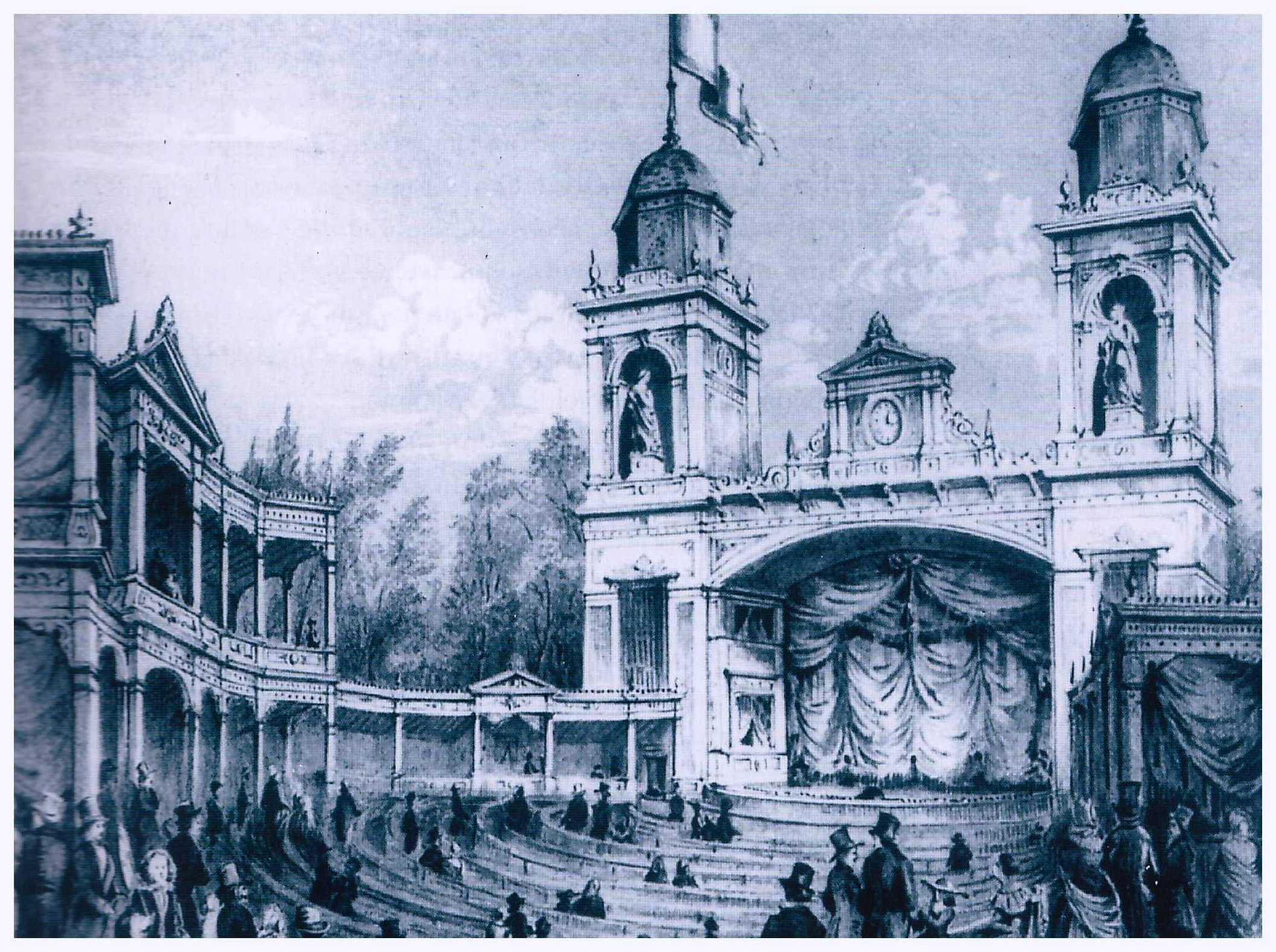
Nesmüllers Sommertheater im Großen Garten (um 1870)

Nach der Pacht des Stadttheaters in Freiberg gelang ihm ein erster Schritt: 1854 machte er das Sommertheater „auf Reisewitz“ in Dresden-Plauen zu einem solchen Anziehungspunkt, dass sogar König Friedrich August II. und sein kunstsinniger Bruder Johann auf dieses Theater wohlwollend aufmerksam werden. Am 18. Mai 1854 fand dort zu Friedrich Augusts Geburtstag die weltweit erste „Familienvorstellung“ eines Theaters statt, bei der Kinder in Begleitung ihrer Eltern freien Eintritt erhielten.
Nesmüller gelang es noch im gleichen Jahr, das seit Jahrhunderten geltende Konkurrenzverbot für das Dresdner Hoftheater aufheben zu lassen: Im November 1854 wurde ihm erstmals eine „Konzession zur Errichtung eines Zweiten Theaters für die Alt- und Neustadt in Dresden“ erteilt. Am 25. Dezember 1854 fand die Eröffnung dieses Volkstheaters im zweiten Stock des Gewandhauses in Dresden statt. Ab dem 11. April 1855 durfte es mit königlicher Verleihung den Titel Zweites Theater tragen.
Die Pacht des Lincke’schen Bades gelang ihm auf Grund von Widerständen aus dem Hoftheater nicht, jedoch erhielt er 1855 eine weitere Konzession für ein Sommertheater im Großen Garten in Dresden (gelegen etwa innerhalb der heutigen Gleisschleife des Bahnhofes Zoo der Dresdner Parkeisenbahn) und eröffnete dieses am 2. Juli 1856. Im gleichen Jahr baute er das Gewandhaus um, ließ die Decke zwischen erstem und zweitem Geschoss durchbrechen und erhielt somit ein Theater mit 900 Plätzen, das praktisch die nördliche Hälfte des ehemaligen Gewandhauses einnahm. 1857 schließlich wurden im Sommertheater eine Dielung gelegt, hohe Masten errichtet, um mit zwischen ihnen gespanntem Segeltuch die Sonne abzuhalten, und der Orchesterraum hohlgelegt, um einen besseren Klang zu erzielen. Es umfasste nunmehr mit Balkon, Logen und Rängen 1.200 Plätze und wurde gewöhnlich von Mai bis Ende September/Anfang Oktober bespielt, wobei das Gewandhaus-Theater voll funktionstüchtig blieb, um bei Regen Vorstellungen direkt dorthin zu verlegen.
Beide Bühnen leitete er mit viel Geschick und großem Erfolg: In seinen Theatern gastierten u. a. Marie Geistinger aus Wien und Ottilie Genée aus Berlin. Beliebt waren die Nestroy-Stücke Tannhäuser und Einen Jux will er sich machen, aber auch die selbstverfassten Possen und Schwänke, sowie Volksstücke aus Berlin. Am 8. Februar 1861 erfolgte im Gewandhaus-Theater die Dresdner Erstaufführung von Offenbachs Orpheus in der Unterwelt (Nesmüller spielte den Gott Jupiter). In einer weiteren Offenbach-Premiere, der von Die schöne Helena, trat erstmals Minna Hänsel auf, die eine der Großen des Dresdner Theaterlebens werden sollte.
Agnes Nesmüller gründete 1864 auch das wahrscheinlich erste Theater für Kinder (Kindertheater) im deutschsprachigen Raum in einem Haus an der Landhausstraße, das jedoch nur zwei Jahre bestand und aus finanziellen Gründen aufgegeben wurde.
Diese erfolgreiche Zeit endete gleichwohl mit dem Brand im Hoftheater am 21. September 1869. Dieser – nach Schwarze wohl auch Querelen innerhalb der Stadt – führten zur außerordentlichen Kündigung des Gewandhaustheaters, um dieses als Ersatzspielstätte für das Hoftheater anbieten zu können, was nie realisiert wurde. Die Pacht ging aber auch nicht zurück an Nesmüller. Ab 1870 musste er sich mit der Führung seines Sommertheaters im Großen Garten begnügen, wofür es ihm allerdings weitere zehn Spielzeiten gelang, trotz Konkurrenz des neuen Herminia-Theaters (später Residenz-Theater) ab 1872 und des Alberttheaters ab 1873, gelang, sich zu behaupten. Dazu gehörten auch weitere Dresdner Erstaufführungen u. a. Franz von Suppés Die schöne Galathée, Offenbachs Ritter Blaubart und am 20. Mai 1877 des Karneval in Rom von Johann Strauss.
Investieren konnte er allerdings nichts in eine etwaige Aufwertung dieses Theaters, die Anwerbung von qualitativ hochwertigen Künstlern für die ausschließlichen Sommermonate gestaltete sich immer schwieriger und die Anmietung eines Wintertheaters (z. B. der Trianon-Säle Dresden oder des Stadttheaters Stettin) gelang ihm nicht. Auch die kurze Pachtzeit des Herminia-Theaters von Januar bis März 1873 entwickelte sich zum Desaster. Obwohl ihm sein Publikum die Treue hielt, musste Nesmüller im Mai 1881 Konkurs anmelden.
Nach Entzug seiner Theaterkonzession im Juni 1881 fiel am 18. Juli des gleichen Jahres der letzte Vorhang in Nesmüllers Sommertheater. Es wurde trotz Einsprüchen der Gläubiger 1883 abgebrochen und das Gelände in die Neugestaltung des Großen Gartens von Friedrich Bouché einbezogen.

### Ausklang
Von 1881 an musste Nesmüller mit seiner Frau gastieren, u. a. am Residenz-Theater Dresden, wo er 1885 auch sein 50-jähriges Bühnenjubiläum feierte. 1886 und 1887 war er als Dramaturg an das Thalia-Theater in Hamburg verpflichtet, wo er auch seinen Wohnsitz nahm. Nach 1887 war Nesmüller nur noch schriftstellerisch tätig und verstarb in Hamburg am 9. Mai 1895. Seine Grablege ist derzeit (Stand 2016) nicht mehr bekannt, gleiches gilt für den weiteren Lebensweg seiner Frau Agnes.

### Würdigung
Von ihm stammen eine große Anzahl seinerzeit viel gespielter Theaterstücke, größtenteils Schwänke und Lustspiele mit Gesang. Als Schauspieler lagen ihm vor allem komische Rollen. Er spielte in Ferdinand Raimunds Stücken z. B. den Valentin in Der Verschwender, den Wurzel in Der Bauer als Millionär sowie den Rappelkopf in Der Alpenkönig und der Menschenfeind. In Nestroys Lumpacivagabundus gab er den Knieriem, in Roderich Benedix’ Die Pasquillanten den Hofrat Hänlein. Auch die Hauptrollen in seinen eigenen Stücken übernahm er, wie er auch ernste Rollen verkörperte, wie den Miller in Friedrich Schillers Kabale und Liebe. In der Dresdner Erstaufführung von Offenbachs Pariser Leben verkörperte er den Baron Gondremark, in Die Fledermaus von Johann Strauss gab er den Frosch.

## Werke (Auswahl)
- Die Zillertaler, Liederspiel, Uraufführung (UA) 1849,
- Stadt und Land, oder: Der Viehhändler aus Oberösterreich, Gesangsposse, UA unbekannt (Dresden, vor 1864)[6]
- Der Schuster in Floribus, oder: Sechs Wochen Rentier, Gesangsposse, UA unbekannt (Dresden, vor 1864)[6]
- Der Marienhof, Lustspiel, UA 1872,
- Sechs Stunden Durchlaucht, UA 1873,
- Am Freitag, Drama, UA 1882,
- Die Plattmönche, Lustspiel, UA 1883,
- Freigesprochen, Schwank, UA 1883,
- Des Achmüllers Recht, Volksstück, UA 1888,
- Der Schutzgeist von Oberammergau, Volksstück, UA 1891,
- Die schöne Hexe von Virlanden, Lustspiel, UA 1893,
- Mein Schwiegervater, Lustspiel, UA 1894,
- Die wilde Toni, Lustspiel, UA unbekannt, neu verlegt von Otto Teich 1926,
- Der Tiroler und sein Kind (Komposition der Bühnenmusik), UA unbekannt.